# Van neghen den besten

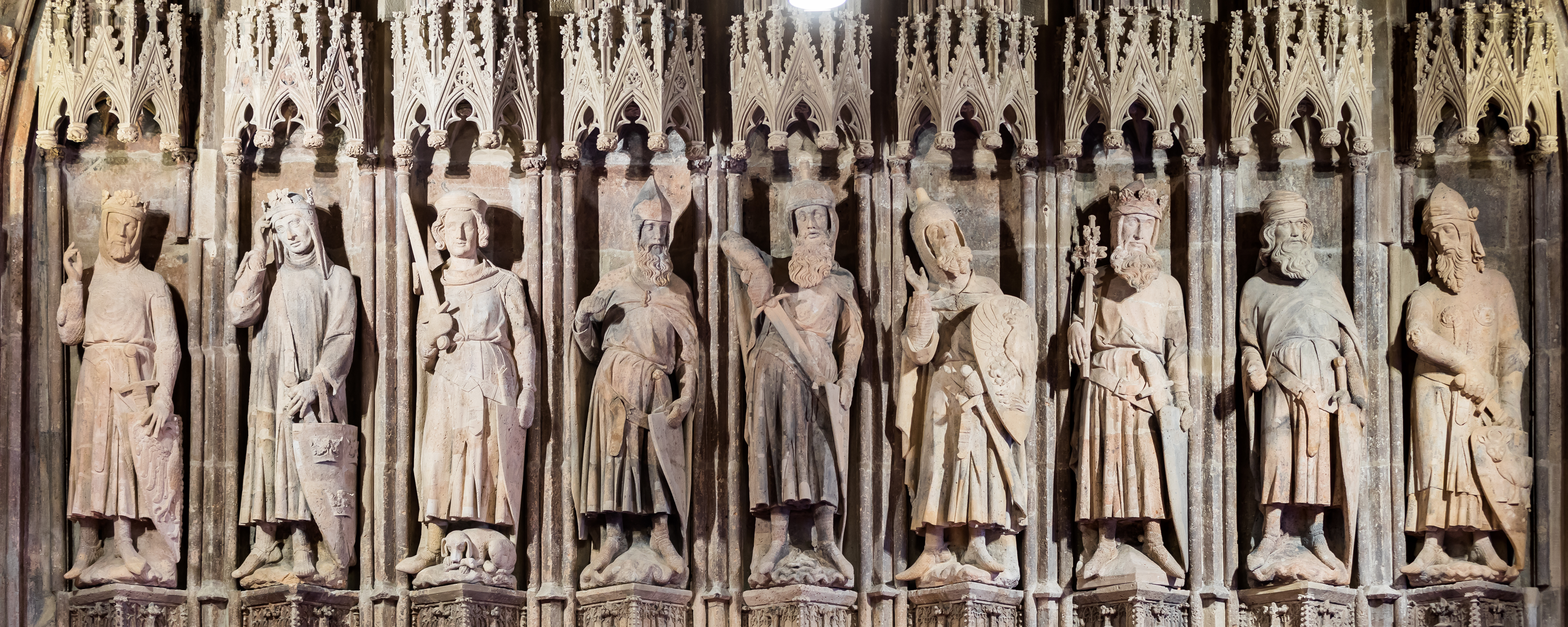
De "Negen Besten" in het oude stadhuis van Keulen

De Negen Besten zijn afkomstig van een tot 1997 als anoniem omschreven Middelnederlandse tekst, Van neghen den besten, die voor 1291 geschreven zou zijn door Jacob van Maerlant volgens een hypothese verdedigd door Wim van Anrooij in een doctoraatsstudie. Maerlant zou tussen het stilleggen van zijn werk aan de  Spiegel Historiael in 1289 en het beëindigen van zijn werk aan Vanden lande van oversee in 1291, Van neghen den besten hebben geschreven dus voor Les voeux du paon van Jacques de Longuyon. Men moet hier wel bij bedenken dat lang niet alle historici deze hypothese even overtuigend vinden.
Het is een relatief korte tekst van 585 verzen. Hierin somt de auteur negen helden op, die als voorbeeld voor de mensheid kunnen dienen. Het gaat om:
Drie heidenen
- Hector van Troje
- Julius Caesar
- Alexander de Grote

Drie Bijbelse joden
- Jozua
- Koning David
- Judas Makkabeüs

Drie christenen
- Koning Arthur
- Karel de Grote
- Godfried van Bouillon

## In de kunst

### Nederland

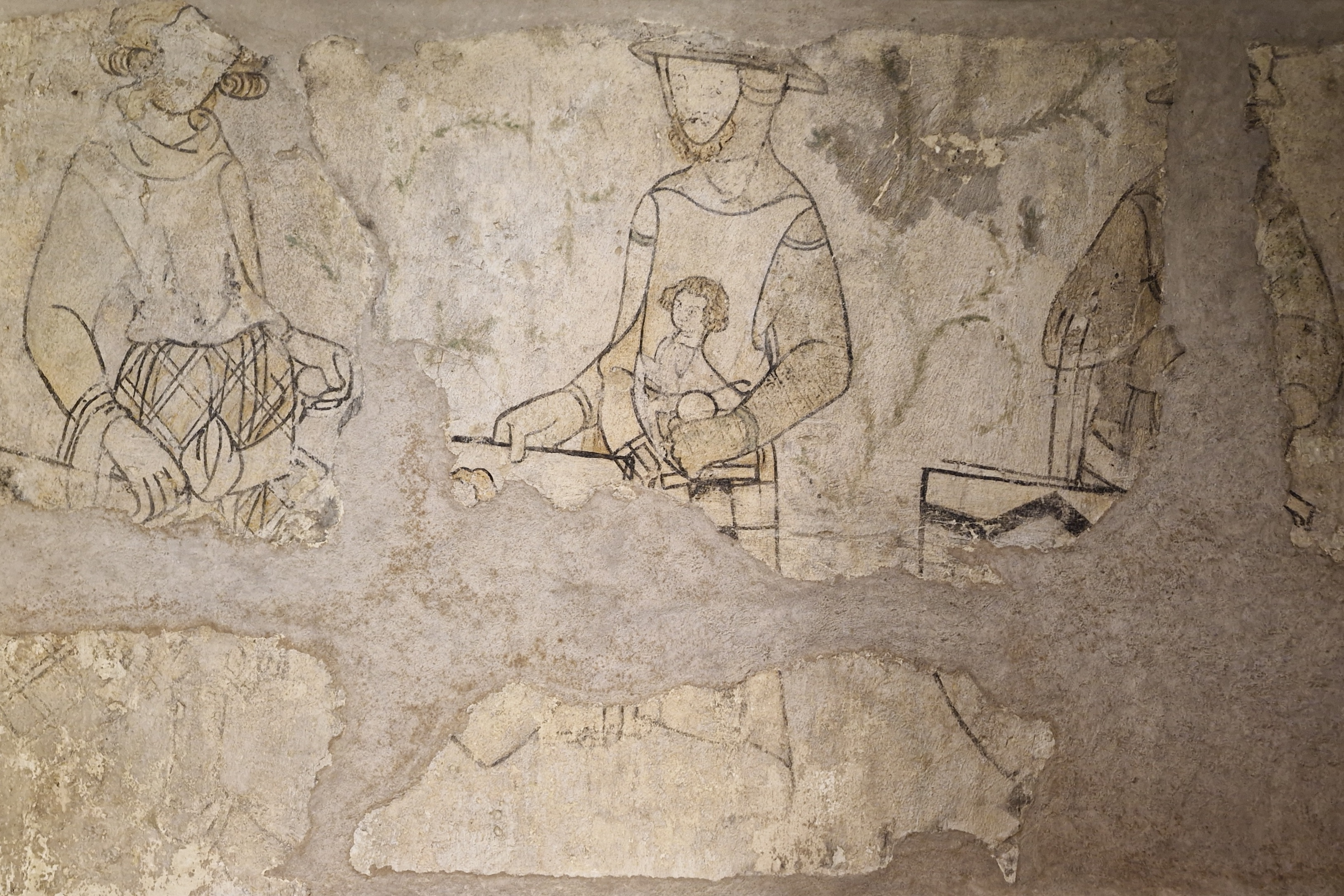
Drie van de vijf resterende Besten in Zutphen

In 1960 werden in Zutphen twee wandschilderingen gevonden in een middeleeuws pand. Ze tonen zes levensgrote ridderfiguren in maliënkolder, wapenrok en stormhoed, bewapend met schild, zwaard en twee van hen ook met lans. Op hun kleding en schilden zijn heraldische tekens gedeeltelijk zichtbaar. 
Een van de figuren was te zwaar beschadigd om te restaureren, maar de andere vijf zijn goed bewaard gebleven. Ruim zestig jaar na de vondst heeft heraldiekexpert Klaas Padberg Evenboer ontdekt dat de ridders de zogenaamde Negen Besten voorstellen. Hun heraldische wapens komen overeen met vermeldingen in middeleeuwse wapenboeken en met de Negen Besten in de Keulse Hansasaal.
De stijl van de ridders vertoont gelijkenis met die in de Rijmbijbel van Jacob van Maerlant uit 1332. De wandschilderingen worden door experts gedateerd in het eerste kwart van de veertiende eeuw, en zijn daarmee de oudst bekende afbeeldingen van de Negen Besten.

### Duitsland
- In de Hansasaal, het oudste deel (1330-50) van het stadhuis van Keulen, staan de gotische beelden van de Neun Gute Helden. Gebaseerd op bouwhistorisch onderzoek dateren de beelden na 1349.[6]
- De Schöner Brunnen in Neurenberg is een 14e-eeuwse 19 meter hoge gotische fontein. Negen van de veertig figuren die de fontein sieren zijn kleurrijk uitgevoerde beelden van de Negen Besten.
- Hans Burgkmair vervaardigde zes houtsnedes van "de negen besten". Behalve de bekende negen mannen portretteerde hij ook de volgens hem negen beste vrouwen: van klassieke oudheid, joodse oudheid en vroeg christendom. Klassieke Oudheid: Lucretia, Veturia, Virginia; • Joodse Oudheid: Ester, Judit, Jaël; Christendom: Helena van Constantinopel, Birgitta van Zweden, Elisabeth van Hongarije.

### Italië
- In Manta, een gemeente die even ten zuiden van Saluzzo (Piëmont) ligt, staat het Castello della Manta. In de sala baronale bevindt zich een geheel van kleurrijke fresco's van I Nove Prodi. Het is van de hand van de Maestro del Castello della Manta, een anonieme meester uit de 15e eeuw. Heel bijzonder is de aanwezigheid van hun negen vrouwelijke tegenhangers : volgens le Livre du chevalier errant, een middeleeuwse ridderroman van Tommaso III di Saluzzo, gaat het hier om Deiphille, Synope, Hippolyte, Ménélope, Semiramis, Lampetho, Thamarys, Theuca en Penthesilea. De dames zijn gehuld in weelderige gewaden.

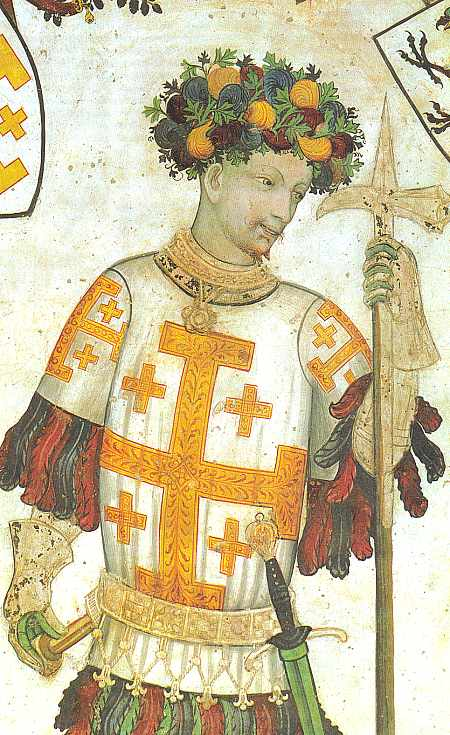
Castello della Manta, Godfried van Bouillon

- In het castello di Villa Castelnuovo, in Castelnuovo Nigra, een gemeente ten noorden van Turijn (Piëmont), werden in 1980 fresco's ontdekt die uit de 15e eeuw dateren. Vier Besten zijn volledig herkenbaar in harnas afgebeeld. Van de anderen zijn in het beste geval alleen nog stukken van hun harnas en hun schild te zien.

### Frankrijk
- In het kasteel van Pierrefonds dat in 1393 in opdracht van Lodewijk I van Orléans opgetrokken werd, dragen acht torens de naam van een van de Neuf Preux. Koning David, de preux die niet met een toren bedacht werd, wordt vertegenwoordigd door een davidster in het roosvenster van de kapel. De monumentale schoorsteenmantel van de salle dite des Preuses, de meest indrukwekkende zaal van het kasteel, is getooid met de negen Preuses. Een van hen vertoont de trekken van Eugénie de Montijo, de vrouw van Napoléon III en de laatste keizerin van Frankrijk. De anderen zijn haar hofdames.

### Engeland
- North Mymms Place, een Jacobijns huis uit 1599, gelegen in North Mymms, een civil parish in Hertfordshire, is onder meer bekend voor zijn vroeg-17e-eeuwse geschilderde fries van de Nine Worthies.
- In Montacute House, een laat-Elizabethaans landhuis, gelegen in Montacute (South Somerset), zijn de vensters van de op de tweede verdieping gelegen Long Gallery aan de buitenkant door nissen van elkaar gescheiden. Daarin staan de beelden van de Nine Worthies. Ze gaan in een Romeins harnas gekleed.

### Verenigde Staten
- The Cloisters (New York) bezit aanzienlijke stukken van een serie wandtapijten (1400-1410) uit de Zuidelijke Nederlanden waarop nog vijf van de Nine Worthies te zien zijn : koning Arthur, Jozua, koning David, Hector en Julius Caesar.